# Tanith Belbin
Tanith Jessica Louise Belbin (Kingston, 11 luglio 1984) è una danzatrice su ghiaccio statunitense.

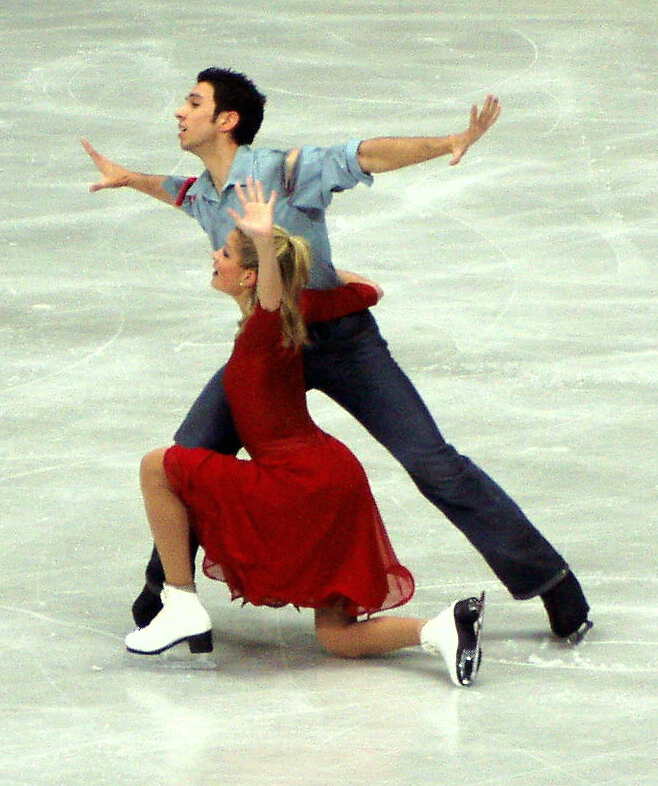
Tanith Belbin con Benjamin Agosto nel 2004.

Belbin ha iniziato a pattinare a tre anni. Sebbene sia nata in Canada, a livello internazionale ha sempre gareggiato per gli Stati Uniti d'America, pattinando insieme a Benjamin Agosto, con cui fa coppia dal 1998. Insieme a lui ha vinto il Campionato del mondo juniores nella stagione 2001-2002. Il 28 dicembre 2005, il Congresso statunitense ha approvato un provvedimento speciale grazie al quale Belbin ha ottenuto la cittadinanza americana, consentendole così partecipare ai XX Giochi olimpici invernali di Torino 2006. Nel gennaio 2006 la coppia Belbin-Agosto ha vinto il terzo titolo nazionale consecutivo per la propria specialità qualificandosi per i Giochi olimpici. Alle Olimpiadi di Torino, Belbin e Agosto hanno vinto la medaglia d'argento dietro ai russi Tat'jana Navka/Roman Kostomarov nella danza su ghiaccio, il più alto risultato olimpico mai raggiunto da una coppia americana in questa disciplina. Nel successivo Campionato mondiale hanno ottenuto il terzo posto. Hanno vinto la loro quarta e ultima medaglia mondiale, un argento, nel 2009.

## Vita personale

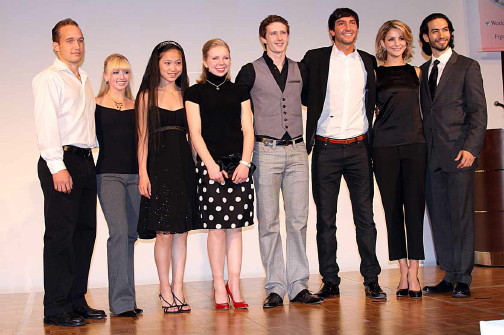
A partire da destra: Benjamin Agosto,Tanith Belbin, Evan Lysacek, Jeremy Abbott, Rachael Flatt, Caroline Zhang, Caydee Denney e Jeremy Barrett ai Campionati mondiali di pattinaggio di figura nel 2009 a Los Angeles

Belbin è nata a Kingston, nell'Ontario, ed è cresciuta a Kirkland, nel Québec. Ha vissuto e si è allenata a Canton, nel Michigan per alcuni anni, prima di muoversi ad Aston, in Pennsylvania.
La madre di Tanith, Michelle (McKinlay) Belbin, è una costumista e ha creato molti dei suoi costumi. Ha incominciato ad allenarsi come pattinatrice di figura a St. John's, Terranova con l'allenatore Rolf Adomeit. Suo padre, Charles Belbin, è un ingegnere.
Il 25 aprile 2015 si è sposata con il danzatore Charlie White. Nel 2017 la coppia ha avuto un figlio.

## Palmarès

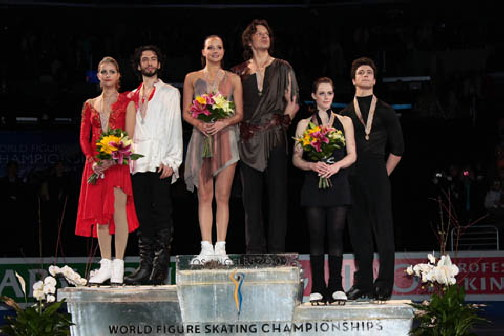
Belbin and Agosto (a sinistra) sul podio al Campionato del mondo 2009

Danza su ghiaccio con Agosto
| Risultati | Risultati      | Risultati      | Risultati      | Risultati      | Risultati      | Risultati      | Risultati      | Risultati      | Risultati      | Risultati      | Risultati      |
| Internazionali | Internazionali | Internazionali | Internazionali | Internazionali | Internazionali | Internazionali | Internazionali | Internazionali | Internazionali | Internazionali | Internazionali |
| Evento | 1999–00        | 2000–01        | 2001–02        | 2002–03        | 2003–04        | 2004–05        | 2005–06        | 2006–07        | 2007–08        | 2008–09        | 2009–10        |
| --- | -------------- | -------------- | -------------- | -------------- | -------------- | -------------- | -------------- | -------------- | -------------- | -------------- | -------------- |
| Giochi olimpici invernali |                |                |                |                |                |                | 2°             |                |                |                | 4°             |
| Campionati mondiali |                | 17°            | 13°            | 7°             | 5°             | 2°             | 3°             | 3°             | 4°             | 2°             |                |
| Campionati dei Quattro continenti |                |                | 2°             | 2°             | 1°             | 1°             | 1°             | 2°             |                |                |                |
| GP Finale |                |                |                |                | 3°             | 2°             |                | R              | 2°             | R              | R              |
| GP Cup of China |                |                |                |                |                | 1°             |                | 2°             | 1°             | 2°             | 1°             |
| GP Cup of Russia |                |                |                |                | 2°             |                |                | 1°             |                |                |                |
| GP Lalique |                |                | 6°             | 3°             | 4°             |                |                |                |                |                |                |
| GP Skate America |                |                | 5°             | 3°             | 1°             | 1°             | 1°             |                | 1°             | 2°             | 1°             |
| Goodwill Games |                |                | 5°             |                |                |                |                |                |                |                |                |
| Nebelhorn Trophy |                |                |                |                |                |                | 1°             |                |                |                |                |
| Internazionali: Junior |                |                |                |                |                |                |                |                |                |                |                |
| Campionati mondiali | 3°             | 2°             | 1°             |                |                |                |                |                |                |                |                |
| JGP Finale | 4°             | 1°             |                |                |                |                |                |                |                |                |                |
| JGP Canada | 1°             |                |                |                |                |                |                |                |                |                |                |
| JGP Germania |                | 1°             |                |                |                |                |                |                |                |                |                |
| JGP Giappone | 2°             |                |                |                |                |                |                |                |                |                |                |
| JGP Messico |                | 1°             |                |                |                |                |                |                |                |                |                |
| Nazionali |                |                |                |                |                |                |                |                |                |                |                |
| Campionati statunitensi | 1° J.          | 2°             | 2°             | 2°             | 1°             | 1°             | 1°             | 1°             | 1°             | R              | 2°             |
| Eventi a squadre |                |                |                |                |                |                |                |                |                |                |                |
| World Team Trophy |                |                |                |                |                |                |                |                |                | 1S / 1P        |                |
| GP = Grand Prix; JGP = Junior Grand Prix; J. = Categoria Junior; R = Ritirati; S = Risultato della squadra; P = Risultato personale; Medaglie assegnate solo per il risultato della squadra. |                |                |                |                |                |                |                |                |                |                |                |

Coppie con Ben Barruco
| Event0                | 1996–1997 |
| --------------------- | --------- |
| Campionati canadesi   | 2° N.     |
| N. = Categoria Novice |           |